# Черноморское (Ленинский район)
Черномо́рское (укр.  Чорноморське) — исчезнувшее село в Ленинском районе Республики Крым, располагавшееся на юге района и Керченского полуострова, примерно в 14 км к юго-востоку от современного села Яркое. Образовано в 1948 году путём слияния сел Каранги́т (крымскотат. Qaranğıt, Къарангъыт) и Дюрме́н (крымскотат. Dürmen, Дюрмен).

## История
Первое документальное упоминание сёл встречается в Камеральном Описании Крыма… 1784 года, судя по которому, в последний период Крымского ханства Каранкул и Дурмас входили в Орта Керченский кадылык Кефинского каймаканства. После присоединения Крыма к России (8) 19 апреля 1783 года, (8) 19 февраля 1784 года, именным указом Екатерины II сенату, на территории бывшего Крымского Ханства была образована Таврическая область и деревня была приписана к Левкопольскому, а после ликвидации в 1787 году Левкопольского — к Феодосийскому уезду Таврической области. Перед Русско-турецкой войной 1787—1791 годов производилось выселение крымских татар из прибрежных селений во внутренние районы полуострова. В конце 1787 года из Дончюка были выведены все жители — 178 душ. В конце войны, 14 августа 1791 года всем было разрешено вернуться на место прежнего жительства. После Павловских реформ, с 1796 по 1802 год, входила в Акмечетский уезд Новороссийской губернии. По новому административному делению, после создания 8 (20) октября 1802 года Таврической губернии, Карагит-Дермен, как одна деревня, был включён в состав Кадыкелечинской волости Феодосийского уезда.
По Ведомости о числе селений, названиях оных, в них дворов… состоящих в Феодосийском уезде от 14 октября 1805 года , в деревне Карагит-Дермен числилось 25 дворов и 190 жителей. На военно-топографической карте генерал-майора Мухина 1817 года деревни Дурмень и Каранкют Дурмень обозначены рядом с 27 дворами в обеих. После реформы волостного деления 1829 года Коронгаш и Дюрмень, согласно «Ведомости о казённых волостях Таврической губернии 1829 года», отнесли к Чалтемирской волости (переименованной из Кадыкелечинской). На карте 1836 года в деревне Дюрмень 5 дворов, а в Карангыте — 10. Затем, видимо, вследствие эмиграции крымских татар в Турцию, последовавшую вслед за присоединением Крыма к России 8 февраля 1784 года, деревни опустели и на карте 1842 года Карангыт и Дюрмень обозначены условным знаком «малая деревня», то есть, менее 5 дворов в каждой.
В 1860-х годах, после земской реформы Александра II, деревни приписали к Сарайминской волости. Согласно «Списку населённых мест Таврической губернии по сведениям 1864 года», составленному по результатам VIII ревизии 1864 года, две деревни записаны вместе, как Карангыт-Дюрмень — владельческая татарская деревня с 46 дворами, 228 жителями и мечетью близ морского берега и с примечанием, что на военно-топографических картах состоит из 2 отдельных участков Карангыт и Дюрмень. По обследованиям профессора А. Н. Козловского начала 1860-х годов, в селении колодцы были глубиной 1—5 саженей (от 2 до 10 м), но в большинстве из них (около трёх четвертей) вода была «дурного качества». Также имелись ауты, которые высыхали в течение лета (Аут — небольшой пруд в степном Крыму, наполнявшийся дождевой и талой водой). На трёхверстовой карте Шуберта 1865—1876 года в деревне Карангыт обозначено 48 дворов, а деревня Дюрмень приводится без указания числа дворов. По «Памятной книге Таврической губернии 1889 года», по результатам Х ревизии 1887 года, в деревне Карангит-Дюрмен числилось 96 дворов и 551 житель.
После земской реформы 1890-х годов деревни передали в состав Петровской волости. По «…Памятной книжке Таврической губернии на 1892 год» в безземельной деревне Карангит, не входившей ни в одно сельское общество, числилось 322 жителя, домохозяйств не имеющих; в безземельной деревне Дюрмень, не входившей ни в одно сельское общество, числилось 177 жителей, домохозяйств не имеющих. На верстовой карте Крыма 1896 года в селении Дурмен обозначено 4 двора с русским населением, в Карангыте — 63 двора с татарским. По «…Памятной книжке Таврической губернии на 1902 год» в деревне Карангат, входившей в Джапар-Бердынское сельское общество, числилось 469 жителей в 62 домохозяйствах; в деревне Дюрмень, входившей в Джапар-Бердынское сельское общество, числилось 99 жителей в 23 домохозяйствах. На 1902 год в деревне работал фельдшер. По Статистическому справочнику Таврической губернии. Ч.II-я. Статистический очерк, выпуск пятый Феодосийский уезд, 1915 год в Петровской волости Феодосийского уезда значатся деревни Карангат (на земле Грамматикова) — 75 дворов (7 дворов с землёй, 68 — безземельные) с татарским населением в количестве 225 человек приписных жителей и 137 «посторонних», из которых 189 мужчин и 173 женщины. Жители владели 334 десятинами удобной земли. В хозяйствах имелось 211 лошадей, 80 волов, 90 коров и 1465 голов овец, свиней, или коз. Также числился Дюрмень (на земле Грамматикова) — 45 дворов (3 двора с землёй, 42 — безземельные) также с татарским населением, 84 человека приписных и 101 «посторонний», из которых 93 мужчины и 92 женщины. Жители владели 240 десятинами удобной земли. В хозяйствах имелось 101 лошадь, 22 вола, 41 корова и 403 головы овец, свиней, или коз.
После установления в Крыму Советской власти, по постановлению Крымревкома, 25 декабря 1920 года был образован Керченский (степной) уезд, а, постановлением ревкома № 206 «Об изменении административных границ» от 8 января 1921 года была упразднена волостная система и село вошло в состав Петровского района Керченского уезда, а в 1922 году уезды получили название округов. 11 октября 1923 года, согласно постановлению ВЦИК, в административное деление Крымской АССР были внесены изменения, в результате которых округа были отменены, Петровский район упразднили, влив в Керченский район. Согласно Списку населённых пунктов Крымской АССР по Всесоюзной переписи 17 декабря 1926 года, в селе Карангит, центре Карангитского сельсовета Керченского района, числилось 57 дворов, все крестьянские, население составляло 227 человек, все татары, а в селе Дюрмень, того же сельсовета, числилось 22 двора, все крестьянские, население — 96 человек, из них 88 татар и 8 русских. В обеих селах действовали татарские школы I ступени (пятилетки). Постановлением ВЦИК «О реорганизации сети районов Крымской АССР» от 30 октября 1930 года (по другим сведениям 15 сентября 1931 года) Керченский район упразднили и село включили в состав Ленинского. Видимо, в ходе той же реорганизации, был упразднён сельсовет, поскольку на 1940 год он уже не существовал. По данным всесоюзная перепись населения 1939 года в селе проживал 71 человек.
В годы Великой Отечественной войны, во время Керченской оборонительной операции, а села располагался советский аэродром, во второй половине дня 9 мая 1942 года захваченный фашистами.
В 1944 году, после освобождения Крыма от фашистов, согласно постановлению ГКО № 5859 от 11 мая 1944 года, 18 мая крымские татары были депортированы в Среднюю Азию. Указом Президиума Верховного Совета РСФСР от 18 мая 1948 года, Карангит и Дюрмен объединили и переименовали в Черноморское. С 25 июня 1946 года селение в составе Крымской области РСФСР. Исключено из учётных данных в 1949 году, судя по доступным источникам, в связи с организацией Керченского полигона.

### Динамика численности населения
| - 1778 год — 178 чел. - 1805 год — 190 чел. - 1864 год — 228 чел. - 1889 год — 551 чел. - 1892 год — 499 чел. | - 1902 год — 568 чел. - 1915 год — 309/238 чел. - 1926 год — 333 чел. - 1939 год — 71 чел. |